# Angaria fratrummonsecourorum
Angaria fratrummonsecourorum is een slakkensoort uit de familie van de Angariidae. De wetenschappelijke naam van de soort werd voor het eerst geldig gepubliceerd in 2013 door Günther.